# Gulde-Schörderup
Gulde-Schörderup (Gulde-Skørdrup) ist ein kleines Dorf der Gemeinde Stoltebüll im Osten Angelns in Schleswig-Holstein.

## Geographie
Gulde gehört zu der Gemeinde Stoltebüll zusammen mit den Dörfern Stoltebüll, Vogelsang, Wittkiel, Schrepperie und Spannbrück.
Umliegend befinden sich die Städte Kappeln sowie Schleswig und Flensburg.

## Geschichte
Die Geschichte Goldas gehen weit in die Vergangenheit zurück.
Anfang des 13. Jahrhunderts haben Gulde und Blasberg vermutlich einem Edelmann gehört. Es ist davon auszugehen, da Gulde nicht durch die Schenkung des Königs aufgehoben wurde, dass es damals mit Blasberg und Schörderup eine gemeinsame Selbstverwaltung hatte.
Gegen Ende des 14. Jahrhunderts gehörte Gulde Otto von Knoop. Nachfolger Knoops war der Ritter Otto Rantzau, der Gulde 1497 mit dem Domkapitel gegen das Dorf Kalendorp tauschte. Bis 1633 blieb Gulde im Besitz des Domkapitels.
1200 erbauten die Dörfer Golda, Drüllt, Oersberg, Arlt und Skaerderup die Kirche. Dort wurden die Einwohner Guldes und Blasbergs zum ersten Mal 1600 in den Eintragungen der alten Kirchenbuches erfasst.
1633 geriet Gulde in die Leibeigenschaft. Das Gut Rundhof gab seine Großsolter Flächen ab, um im Gegenzug Gulde zu erhalten. Alle Einwohner Guldes wurden somit Leibeigene des Gutes Rundhof. Viele flohen vor der Leibeigenschaft, indem sie in den benachbarten Wäldern neue Existenzen gründeten. Etliche Bewohner kehrten aber zurück, da ihr Haus und Hof sonst dem Gut zugefallen wäre.
Die Leibeigenschaft hielt fast zweihundert Jahre an, ehe Graf Bernstorff die Aufhebung der Leibeigenschaft einleitete. Anders als bei anderen Leibeigenschaften war die Familie von Rumohr, die Besitzer des Gutes Rundhof, durch ihren christlichen Glauben ihren Leibeigenen sehr zugewandt. Sie nahmen am Sozial-, Schul- und Kirchenwesen teil.
1775 kam die Verkoppelung: die Hufner konnten ihr Land jetzt selbstständig bewirtschaften. Auf dem Thing wurde beschlossen, welcher Einwohner welche Fläche an Land erhalten soll.
Mit Aufhebung der Leibeigenschaft 1800 wurden die Ländereien neu verteilt und den Besitzverhältnissen der Verkoppelung angepasst. Die in der Mitte des 17. Jahrhunderts außerhalb des Gutsbereich urban gemachten Flächen kamen noch hinzu.

## Sehenswürdigkeiten

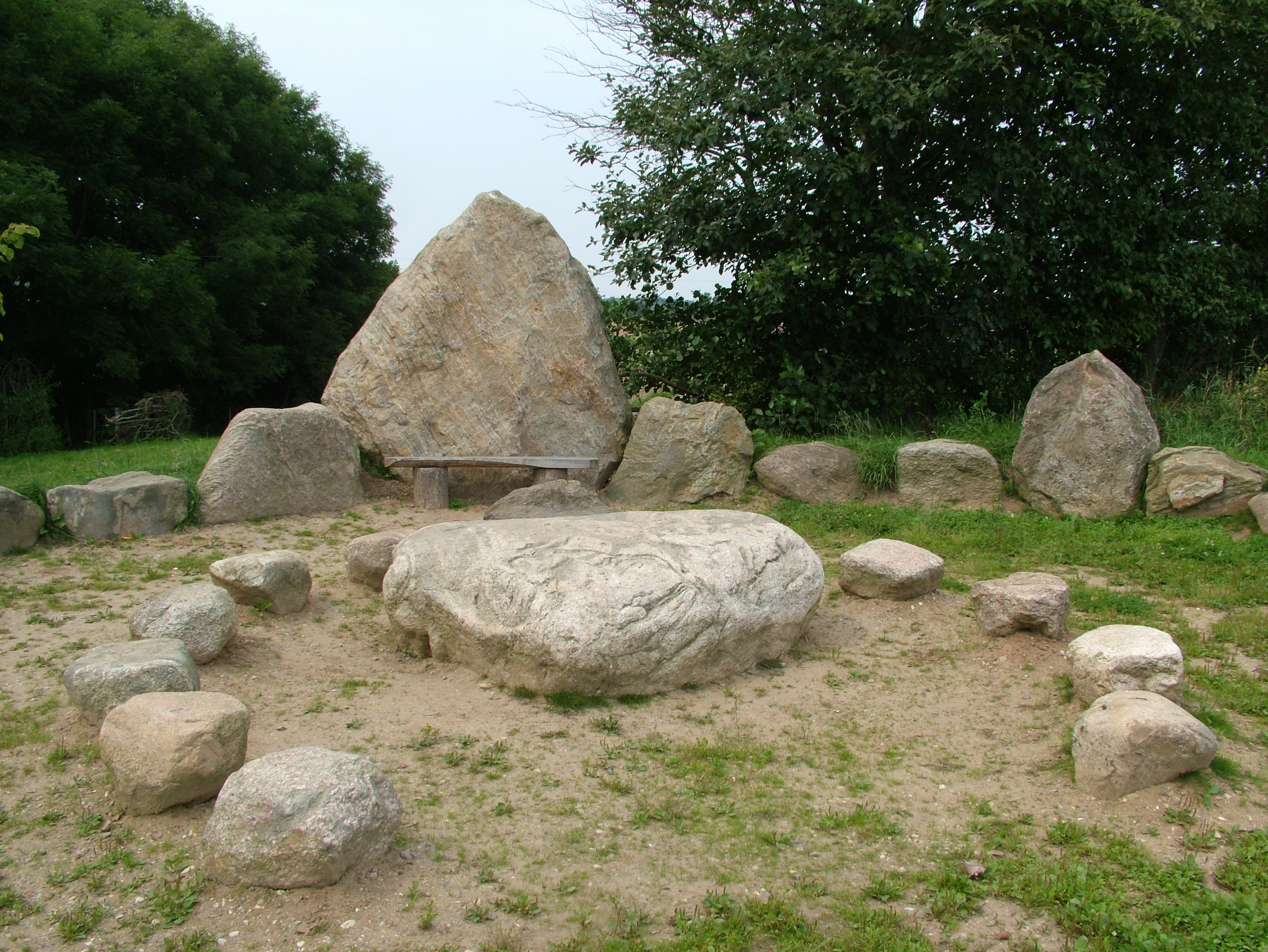
Thing-Platz Gulde

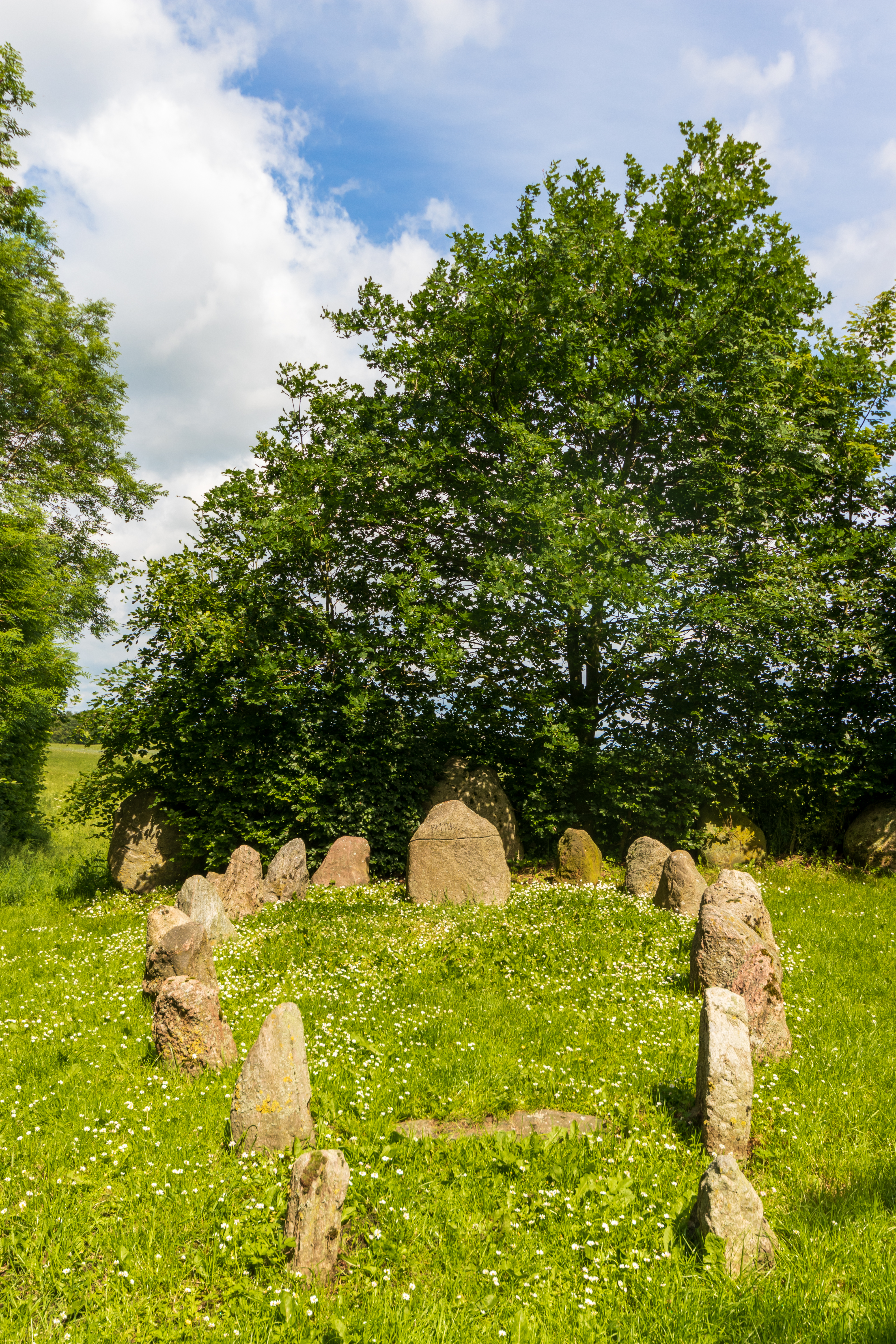
Neukonstruktion des alten Gerichtsplatzes

### Der Thing-Platz
Der historische Thing-Platz in Gulde trägt den Namen Guly-Thing. Es handelt sich um einen Steinkreis, welcher aus Findlingen besteht. Am 20. Juni 2004 wurde der Thing-Platz Gulde eingeweiht. Der Gemeinderat Stoltebüll beschloss im Sommer 2003 den Thing-Platz nachzubauen, welcher früher zur Rechtsprechung und zur Regelung des Zusammenlebens in der Gemeinde diente. Er stand zwischen Gulde und Schörderup und somit mitten im Gebiet Gulde-Knobe. Der Thing-Platz Gulde existiert vermutlich schon seit über zwei Jahrtausenden.
Bis in die zweite Hälfte des 19. Jahrhunderts wurde auf dem Thing-Platz Recht gesprochen. Nur hier durfte neben dem Birkrecht auch die kommunale Verwaltung bestehen.
Dort beschlossen zwölf Raffninger (Richter und Geschworene) über Pflicht und Ordnung, Recht und Unrecht und bis 1775 auch wann, wer, wo arbeiten musste. Die Raffninger wurde vom Dorf für eine Dauer von drei Jahren gewählt.
Entscheidungen beruhten auf dem Gewohnheitsrecht, nicht auf einem geschriebenen Recht und mussten einstimmig gefällt werden. Die Dorfleute nahmen aufgrund der Heiligkeit des Platzes nur stehend an den Verhandlungen teil.
An Führungen über den Thing-Platz kann teilgenommen werden.

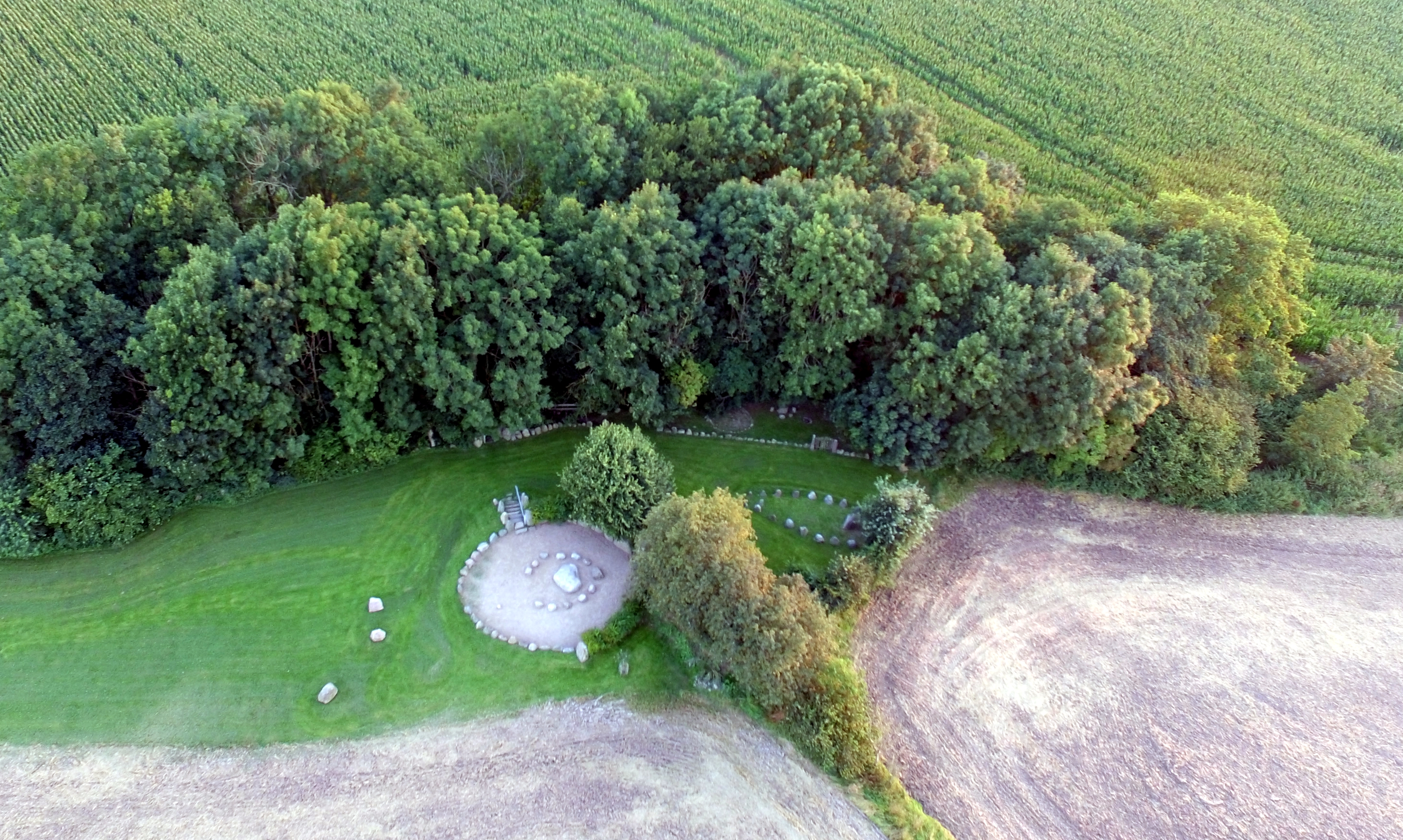
Luftaufnahme Thing-Platz Gulde

## Wirtschaft

### Der Guldehof
Der Guldehof ist ein Feriendomizil mit mehreren Ferienwohnungen im Herzen von Gulde. Die Baugeschichte geht viele Jahrhunderte zurück, der letzte Teil des Dreiseithofes wurde 1908 erbaut.

### Hof Spannbrück
Die Geschichte des Biohof Spannbrück beginnt im Jahr 1995. Die eigentliche Historie des Hofes geht aber bis ins Jahr 1604 zurück. Seit elf Generationen werden die Gebäude nun schon belebt. Heute können auch Feriengäste auf dem Hof wohnen. Bis 2017 wurden dort Angler Sattelschweine gezüchtet. Heute wird auf dem Biohof nur noch Landwirtschaft betrieben.

## Bildung

### Die Volksschule
Seit dem 17. Jahrhundert gibt es in Gulde und Umgebung Schulen. Angefangen hat es mit den Küsterschulen, die zur Vorbereitung der Jugendlichen auf die Konfirmation (früher: Einsegnung) dienten. Gelehrt wurden „Der Kleine Katechismus“, Lieder aus Martin Luthers Gesangsbuch und Gedichte wurden auswendig gelernt. 1646 wurde die erste Schulordnung veröffentlicht, welche aber auf dem Land nur schwer eingehalten werden konnte, da die Wege zu gefährlich waren und die Kinder ab ihrem 6. Lebensjahr im Sommer auf dem Gut mithelfen mussten. Der Unterricht wurde von schlecht ausgebildeten Lehrern gehalten; sie wurden von den Hufnern selbst ausgewählt.
Es bestand die Pflicht die Kinder vier Monate im Jahr in den Fächern Lesen und Religion zu unterrichten. Rechnen und Schreiben konnte zusätzlich unterrichtet werden. Die Eltern mussten dafür pro Kind ein Schilling und für die extra Fächer anderthalb Schilling zahlen.

### Schule in Gulde von 1800
Mit Aufhebung der Leibeigenschaft im Jahr 1800 stiftete der Landrat von Nordangeln, Gutsbesitzer Christian August Rumohr, die drei Schulen Boyum, Stoltebüll und Gulde.
Im Lehrplan der Schule Gulde stand, dass der Unterricht sich auf die Ausbildung des Bauernstandes, der Kenntnisse über Religion, Moral und Tugend und alles andere Nützliche, beziehen soll. Anschließend folgt dann der Unterricht in „Gemeinnützigen Dingen“.

### Ehemalige Dänische Schule
1965 erwarb der Dansk Skoleforenning ein Haus und Grundstück in Gulde, welches ursprünglich dem Ehepaar Nicolaus und Wilhelmine Friedrichsen gehörte, um dort die Gulde Danske Skole zu errichten. Früher wurde das Grundstück zu Wohnzwecken genutzt. Seit der Benutzung als Schulgebäude fanden auch viele Kulturveranstaltungen dort statt.
Nach einem Umbau 1977 beinhaltete die Schule Klassenräume, einen gut eingerichteten Werkraum, eine Turnhalle und eine Lehrküche. Neben der Schule befindet sich auch heute noch ein Spielplatz.
Bis 2006 war die Gulde Danske Skole dort immer noch beheimatet. Seit der Schließung wird die ehemalige Schule zu privaten Wohnzwecken genutzt.
Mit der Schließung übernahm der Schulbezirk Kappeln mit der Kaj Munk Skole alle Schüler und Schülerinnen des Schulbezirks Gulde. Seitdem ist die dänische Bevölkerung im Dorf Gulde stetig zurückgegangen.

## Umgebung

### Freiwillige Feuerwehr Gulde-Schörderup
Die Freiwillige Feuerwehr Gulde-Schörderup gehört zur Gemeindefeuerwehr Stoltebüll und dem Kreisfeuerwehrverband Schleswig-Flensburg an. Ortswehrführer ist Brandmeister Stefan Schulz.

### Galeriegarten Andrea Gose
Bis 2018 war die Künstlerin Andrea Gose mit ihrem „Galeriegarten Gulde“ ansässig. Seit 2007 stellte sie hier jährlich wechselnde Themenausstellungen mit Gastkünstlern aus. Darüber hinaus veranstaltete sie Konzerte und Seminare.

## Kommunikations-Infrastruktur

### Ausbau des Breitbandnetzes
Anfang 2020 fing der Ausbau des Breitbandnetzes in Mittelangeln an, welches bis Ende 2021 den Betrieb aufnehmen soll. Das Projekt hat zwei Jahre Vorbereitungszeit gebraucht, und es entstehen Kosten von knapp 12 Millionen Euro, welche von den Gemeinden bezahlt werden müssen. Der Bund bezuschusst den Ausbau des Netzes mit 3,6 Millionen Euro. Auf einen Zeitraum von 25 Jahren gepachtet, hat das Netz die Firma GVG Glasfaser. 158 km Leitungen werden verlegt und 1560 Haushalte sollen davon profitieren.